# Vodafone Crossword Book Award
Vodafone Crossword Book Award (anciennement Hutch-Crossword Book Award) est un prix littéraire indien parrainé par Vodafone et Crossword Bookstores.

## Récipiendaires
Récipiendaires précédents.

### 2016
Les lauréats sont annoncés le 29 novembre 2016.
- Roman : Flood of Fire par Amitav Ghosh
- Essai : Gita Press and the Making of Hindu India par Akshaya Mukul
- Traduction de roman en langue indienne : The Sun That Rose From the Earth par Shamsur Rahman Faruqi, traduit de l'ourdou
- Prix de la littérature pour enfant : Our Nana was a Nutcase par Ranjit Lal

### 2015
Les shortlists sont rendues publiques en avril 2015. Les lauréats sont annoncés le 29 avril 2015.
- Roman : The Blind Lady’s Descendants par Anees Salim
- Essai : This Divided Island: Stories from the Sri Lankan War par Samanth Subramanian
- Traduction de roman en langue indienne : Children, Women, Men par Sundara Ramaswamy, traduit du tamoul par Lakshmi Holmstrom
- Prix du public : Bankerupt par Ravi Subramanian
- Prix Kotak de l'écriture pour enfants : Timmi in Tangles par Shals Mahajan Duckbill

### 2013
Les lauréats sont annoncés le 6 décembre 2013
- Roman en anglais :
  - Em and The Big Hoom par Jerry Pinto
  - Boats on Land par Janice Pariat
- Non-fiction en anglais
  - Righteous Republic par Ananya Vajpeyi
  - From The Ruins Of Empire par  Pankaj Mishra
- Traduction de roman en langue indienne : A Life In Words par Ismat Chughtai, traduit par M Asaduddin
- Prix populaire : The Bankster par Ravi Subramanian
- Prix de la littérature pour enfant : 
  - Wisha Wozzariter par Payal Kapadia
  - Book Uncle and Me par  Uma Krishnaswami

### 2011
Les lauréats sont annoncés le 18 octobre 2012,. Aucun prix n'est attribué dans la catégorie « littérature pour enfants ».
- Non-fiction en anglais :
  - The Folded Earth par Anuradha Roy
  - A Free Man par Aman Sethi
- Traduction de roman en langue indienne :
  - 17 par Anita Agnihotri, traduit par Arunava Sinha (bengali)
  - The Araya Women par Narayan[7], traduit par Catherine Thankamma (malayalam)
- Prix populaire : The Incredible Banker par Ravi Subramanian

### 2010
Les lauréats sont annoncés le 2 septembre 2011
- Roman en anglais :
  - Jimmy the Terrorist par Omair Ahmad
  - Saraswati Park par Anjali Joseph
- Non-fiction en anglais : The Tell-Tale Brain par VS Ramachandran
- Traduction de roman en langue indienne : Litanies of Dutch Battery par NS Madhavan, traduction de Rajesh Rajamohan
- Prix populaire : Chanakya's Chant par Ashwin Sanghi
- Prix de la littérature pour enfants : Faces in the Water par Ranjit Lal

### 2009
C'est la première année où la compétition comprend une catégorie pour la littérature pour enfants. Les livres récompensés ont été publiés en 2009.
- Roman en anglais : Venus Crossing: Twelve Stories of Transit par Kalpana Swaminathan
- Non-fiction en anglais : 
  - Bazaars, Conversations and Freedom par Rajni Bakshi
  - Looking East to Look West: Lee Kuan Yew's Mission India par Sunanda K. Datta-Ray (sur Lee Kuan Yew)
- Traduction de roman en langue indienne : Othappu: The Scent of the Other Side par Sarah Joseph, traduction de Valson Thampu
- Prix populaire : Bazaars, Conversations and Freedom  par Rajni Bakshi
- Prix de la littérature pour enfants : The Grasshopper's Run par Siddhartha Sarma

### 2008
Attributions en 2009 pour des livres publiés en 2008.
- Roman en anglais : 
  - Sea of Poppies par Amitav Ghosh
  - Past Continuous par Neel Mukherjee
- Non-fiction en anglais : Curfewed Nights par Basharat Peer
- Traduction de roman en langue indienne : T’TA Professor par Ira Pande, traduction de Shyam Manohar
- Prix populaire : Smoke & Mirrors par Pallavi Iyer

### 2007
Attributions en 2008 pour des livres publiés en 2007.
- Roman en anglais :  A Girl and a River par Usha K. R.
- Non-fiction en anglais : The Last Mughal par William Dalrymple
- Traduction de roman en langue indienne : 
  - Chowringhee par Sankar, traduction d'Arunava Sinha
  - Govardhan's Travels par Anand C P Sachidanandan, traduction de Gita Krishnankutty
- Prix populaire : The Music Room par Namita Devidayal

### 2006
Attributions en 2007 pour des livres publiés en 2006.
- Roman en anglais :  Sacred Games par Vikram Chandra
- Non-fiction en anglais : Two Lives par Vikram Seth
- Traduction de roman en langue indienne : 
  - In a forest, a deer par C. S Lakshmi [Ambai]
  - Kesavan's Lamentations par M. Mukundan
- Prix populaire : The Inheritance of Loss par Kiran Desai

### 2005
Attributions en 2006 pour des livres publiés en 2005.
- Roman en anglais :  Shalimar le Clown par Salman Rushdie
- Non-fiction en anglais : Maximum City: Bombay Lost & Found par Suketu Mehta
- Traduction de roman en langue indienne : The Heart Has Its Reasons par Krishna Sobti
- Prix populaire : Pundits From Pakistan par Rahul Bhattacharya

### 2004
- Roman en anglais :  The Hungry Tide par Amitav Ghosh
- Traduction de roman en langue indienne : Astride the Wheel (Yantrarudha) par Chandrasekhar Rath

### 2000
- Roman en anglais :  Le Mandala de Sherlock Holmes par Jamyang Norbu
- Traduction de roman en langue indienne : Karukku par Bama

### 1999
- Roman en anglais :  An Equal Music par Vikram Seth
- Traduction de roman en langue indienne : On the Banks of the Mayyazhi par M. Mukundan

### 1998
- Roman en anglais :  The Everest Hotel par Allan Sealy